# Excitatie-energie

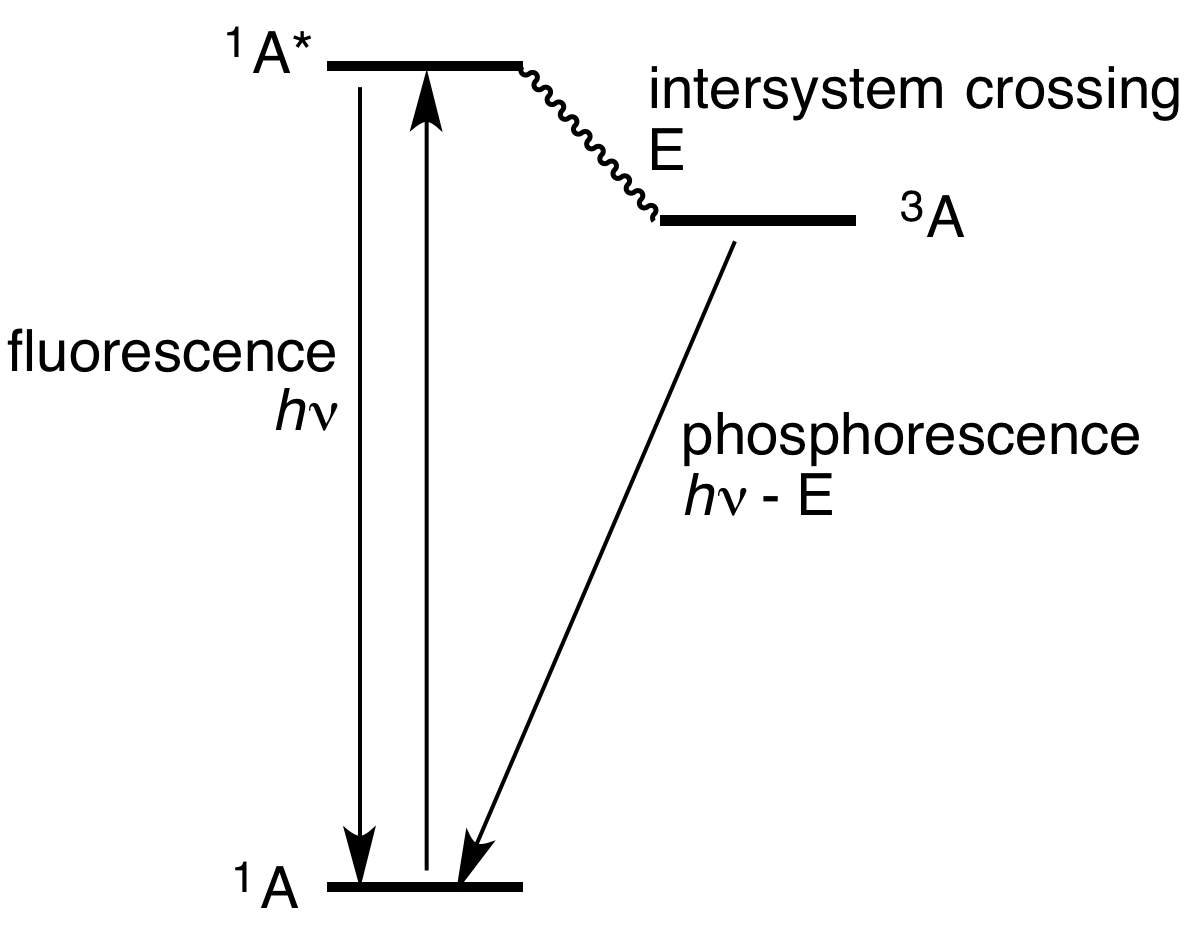
Jablonski-diagram voor een molecuul met twee aangeslagen toestanden, ^{1}A^{*} en ^{3}A.

De excitatie-energie is het energieverschil tussen de grondtoestand en een aangeslagen toestand van een systeem. Het systeem kan elk willekeurig kwantummechanisch systeem zijn met meerdere energieniveaus, zoals een proton, een atoomkern, een molecuul of een kristalrooster.
In het Jablonski-diagram aan de rechterkant is de grondtoestand, singlet 1A , met twee aangeslagen toestanden, singlet 1A* en triplet 3A, weergegeven voor een molecuul.
Het molecuul heeft twee excitatie-energieën:
- het energieverschil tussen de grondtoestand en de singlet 1A*,
- het energieverschil tussen de grondtoestand en de triplet 3A.

Er zijn vier overgangen tussen de grondtoestand en de beide aangeslagen toestanden mogelijk:
- excitatie van de grondtoestand naar de singlet 1A*-toestand door absorptie van een foton,
- verval van de singlet 1A*-toestand naar de grondtoestand door fluorescentie,
- stralingsloos verval van de singlet 1A*-toestand naar de triplet 3A,
- verval van de triplet 3A naar de grondtoestand door fosforescentie.